# 大韓民国1%
『大韓民国1%』（だいかんみんこく 1パーセント、原題：대한민국 1%、英: Republic of Korea 1%）は、2010年に公開された韓国映画である。
監督であるチョ・ミョンナムの遺作となった。イ・アイは本作が映画初主演および映画初出演である。

## 概要
韓国映画において、初めて大韓民国海兵隊特殊捜索隊を扱った作品である。タイトルの「1%」とは、大韓民国海兵隊における特殊捜索隊への入隊率のこと。
特殊捜索隊唯一の女性の活躍と、北朝鮮と韓国の緊張関係（分断国家）を描く。

## あらすじ
海兵隊訓練課程をトップで通過したイ・ユミは、入隊率約1%の海兵隊特殊捜索隊への入隊を志願し、初の女性下士官として配属される。軍事訓練で万年最下位の特殊捜索隊第3チームのチーム長に任命された。当初はユミに反発していた隊員も協力的になり、第3チームはトップの成績となる。だが、ライバルである特殊捜索隊第1チームのワン・ジョンパル下士の妨害工作により、第3チームは解散。
ユミは潔白を主張し走り込みを始め、やがて第3チームの隊員であった全員が走り込みに参加する。第3チームは復活するが、師団級訓練の最中、またもワン下士の妨害工作に遭い、第3チームを乗せたインフレータブルボートが北朝鮮の領土である島に不時着してしまう。

## 登場人物
イ・ユミ下士(伍長)
演： イ・アイ
主人公。海兵隊特殊捜索隊の中で唯一の女性。女性差別や嫉妬を受けながらも、特殊捜索隊第3チームをまとめる。
カン・チョルイン中士(軍曹)
演：ソン・ビョンホ
ユミの上司。海兵隊特殊捜索隊一のスナイパー。
ワン・ジョンパル下士
演：イム・ウォニ
特殊捜索隊において、最高の成績である第1チームのチーム長。当初はユミに色目を使っていたが、相手にされないため、目の敵にするようになり、第3チームへの妨害工作を行う。
キム・サンテ兵長
演：キム・ミンギ
第3チームの副チーム長。女性であるユミを上官として認めない。

## 原作
海兵隊には何か特別なことがある
原題：해병대에게는 뭔가 특별한 것이 있다
著者：シン・ホジン
ISBN 9788971831045

## スタッフ
- 監督：チョ・ミョンナム（朝鮮語版）
- 脚本：チョン・マンベ、ユン・ホンギ、ジョン・デソン[11]
- 製作：パク・ミジョン[11]
- 撮影：キム・ユンス[11]
- 音楽：ハ・グァンフン[11]
- 配給：アルシネテラン

## 主題歌
You and I
チョン・ドンハ

## エピソード
- イ・アイは半年間の特殊訓練を受け、女性軍人と生活し、役作りに励んだ[12][13]。なお、現実には大韓民国海兵隊特殊捜索隊に女性は存在しない（2011年現在）[3][6]。
- 日本大学芸術学部映画学科[3]に在籍していたイ・アイは、本作を卒業作品として提出した[5]。

## DVDリリース・派生作品
日本では2011年8月26日にDVDがリリースされた。なお、タイトルは「大韓民国1% 海兵隊特殊捜索隊」と改題されている。